# Eerste Stoottroepenleger
Het 1e Stoottroepenleger (Russisch: 1-я ударная армия) was een leger stoottroepen van het Rode Leger (Sovjet-Unie) dat vocht in de Tweede Wereldoorlog.  

## Commandanten
- 25 november 1941 tot mei 1942: luitenant-generaal Vasili Koeznetsov
- mei 1942 tot november: luitenant-generaal Vladimir Romanovski
- november 1942 tot februari 1943: luitenant-generaal Vasili Morozov
- februari 1943 tot april 1944: luitenant-generaal Gennadi Korotkov
- april 1944 tot mei 1944: kolonel-generaal Nikandr Tsjibisov
- mei 1944 tot januari 1945: luitenant-generaal Nikanor Zachvatajev
- februari 1945 tot mei 1945: luitenant-generaal Vladimir Razoevajev

## Slagorde
- 133e Divisie Fuseliers
  - 29e Brigade Fuseliers
  - 44e Brigade Fuseliers
  - 47e Brigade Fuseliers
  - 50e Brigade Fuseliers
  - 55e Brigade Fuseliers
  - 56e Brigade Fuseliers
  - 71e Brigade Fuseliers
  - 84e Brigade Fuseliers
- 17e Divisie Cavalerie
- 2 bataljons tanks
- een regiment artillerie
- eigen luchtmacht

Alle fuseliers kwamen van matrozen van de Pacifische Vloot.

## Veldslagen
Het 1e Stoottroepenleger werd op 25 november 1941 opgericht vanuit de Stavka reserve RVGK te Zagorsk in het militair district Moskou.
In december 1941 verdedigde het 1e Stoottroepenleger tegen Operatie Taifun.
Het 1e Stoottroepenleger werd in 1942 met vliegtuigen naar Staraja Roessa gebracht en vocht bij Demjansk.
Van 1942 tot 1944 vocht het 1e Stoottroepenleger bij Leningrad, Novgorod, Pskov, Ostrov, Tartu en Riga en omsingelde mee de Heeresgruppe Kurland in Letland.
Op 24 september 1944 brak het 1e Stoottroepenleger 60 km door de verdediging van het 38e Legerkorps van de Wehrmacht.
Het 1e Stoottroepenleger werd op 9 juli 1945 ontbonden en ging op in het militair district Turkestan.

## Bevrijde steden
- Jachroma - 7 december 1941
- Solnetsjnogorsk - 12 december 1941 samen met de troepen van het 20e Leger
- Klin - 15 december 1941 samen met de troepen van het 30e Leger
- Staraja Roessa - 18 februari 1944
- Dno- 24 februari 1944 samen met de troepen van het 54e Leger
- Novorzjev - 29 februari 1944 samen met de troepen van het 22e Leger
- Ostrov - 21 juli 1944 samen met de troepen van het 67e Leger
- Antsla - 13 augustus 1944
- Valga / Valka - 19 september 1944
- Valmiera - 24 september 1944
- Strenči - 24 september 1944
- Riga - 15 oktober 1944 samen met de troepen van het 67e Leger, 61e Leger en 10e Gardeleger
- Jūrmala - 17 oktober 1944
- Sloka - 17 oktober 1944
- Ķemeri - 18 oktober 1944
- Sabile - 9 mei 1945
- Kandava - 9 mei 1945